# Non è più tempo d'eroi
Non è più tempo d'eroi (Too Late the Hero) è un film del 1970 diretto da Robert Aldrich.

## Trama
Seconda guerra mondiale. Il tenente statunitense Sam Lawson, che grazie alla sua conoscenza del giapponese si era "imboscato" in un comando dell'oceano Pacifico, con suo grande disappunto viene inaspettatamente inviato su un'isola dove si fronteggiano un avamposto giapponese e un reparto britannico, per portare a termine una importante missione attraverso la giungla.
Il commando di una dozzina di uomini però, anche a causa di un comandante poco esperto, non ha il successo sperato e solo uno degli uomini riuscirà a salvarsi.

## Accoglienza

### Critica
«Eccezionale la sequenza finale [...] Film bellico cinico e pieno d'azione [...]»